# Variegemarginula
Variegemarginula is een geslacht van weekdieren uit de klasse van de Gastropoda (slakken).

## Soorten
- Variegemarginula fujitai (Habe, 1963)
- Variegemarginula punctata (A. Adams, 1852)
- Variegemarginula variegata (A. Adams, 1852)